# Ivești (gmina w okręgu Gałacz)
Ivești – gmina w Rumunii, w okręgu Gałacz. Obejmuje miejscowości Bucești i Ivești. W 2011 roku liczyła 8441 mieszkańców. 